# Hans Lindstedt (riksdagsman för Söderköping)
Hans Lindstedt, född 20 augusti 1720 i Norrköping, död 23 oktober 1804 i S:t Laurentii församling, Söderköping, Östergötlands län, var en svensk handelsman, rådman, riksdagsledamot och politiker.

## Biografi
Hans Lindstedt föddes 1720 och arbetade som handelsman och fabrikör i Söderköping. Han blev senare rådman i staden. Lindstedt avled 1804.. Han var från 2 januari 1750 gift med Engel Karina Bonander.
Lindstedt var riksdagsledamot för borgarståndet i Söderköping vid riksdagen 1760–1762, riksdagen 1765–1766, riksdagen 1769–1770 och riksdagen 1771–1772.